# Giuseppe Rossetti
Giuseppe Rosetti, comunemente noto come Rossetti (La Spezia, 17 marzo 1899 – Torino, 12 giugno 1965), è stato un calciatore italiano, di ruolo centrocampista.
Era conosciuto anche come Rossetti I per distinguerlo dal fratello Gino.

## Biografia
Il suo vero nome era Giuseppe Rosetti, ma per un errore dell'anagrafe del comune della Spezia fu aggiunta una "s" al suo cognome sia a lui che a suo fratello minore Gino.
Nel 1931 Gino, e presumibilmente anche Giuseppe, ottennero la rettifica del cognome, che tornò a essere quello paterno; nonostante ciò, Giuseppe fu chiamato Rossetti per quasi tutta la carriera, fatta eccezione per gli anni trascorsi in Sud America, durante i quali adottò lo pseudonimo di "José Rosetti".

## Carriera
Giocava nel ruolo di centromediano.
Nel 1924 emigrò in Cile. per andare a giocare nell'Audax Italiano. Nel 1926 diresse per 4 partite la Nazionale cilena. Nel 1927 fu il primo allenatore straniero del Colo-Colo, di cui fu anche calciatore. Nel 1928 tornò in Italia per giocare nel Torino, prima di ritirarsi con la l'incarico di giocatore-allenatore nel Macerata. 
Nella città marchigiana vive per diversi anni, ricoprendo a più riprese l'incarico di allenatore. Nella storica stagione 1940-1941, unica apparizione in serie B per i marchigiani, è Direttore Tecnico del club biancorosso, mentre l'allenatore-giocatore è il fratello Gino Rossetti, anche lui ex Torino.

## Palmarès

### Giocatore

#### Club

##### Competizioni nazionali
- Campionato italiano: 1

Torino: 1927-1928